# Comunità di intenti
Una comunità di intenti è una comunità di persone che partecipano allo stesso processo o stanno perseguendo un obiettivo simile.  Queste comunità sono quindi funzionali a facilitare il raggiungimento reciproco del fine comune.  Esempi tipo sono la comunità di wikipedia.org i cui membri partecipano al miglioramento delle voci o i forum che discutono pregi e difetti di qualche prodotto prima dell'acquisto o modalità di utilizzo e soluzione di problemi.
I membri di queste comunità si aiutano reciprocamente condividendo esperienze, suggerendo strategie e scambiandosi informazioni sul processo in atto.